# KTVK
KTVK est une station de télévision américaine indépendante située à Phoenix (Arizona) appartenant à Meredith Corporation. Elle possède une station-sœur, KPHO-TV, affiliée au réseau CBS.

## Histoire
KTVK a été lancé le 28 février 1955 et s'est affilié au réseau ABC. En 1994, il y a eu un changement d'affiliation, et celle de ABC est allée à KNXV-TV (en) sous une entente avec E. W. Scripps Company, laissant KTVK indépendante. À partir de janvier 1995, elle diffusait les deux soirées de programmation du nouveau réseau The WB, mais l'affiliation est allée à KASW (en) qui est entré en ondes en septembre 1995. Les propriétaires ont vendu ses effectifs à Belo Corporation (en) en 1999, qui eux ont acheté KASW en 2001.
En 2013, Gannett fait l'acquisition de Belo, propriétaire de KPNX (NBC). Après la transaction, KTVK est vendu à Meredith.

## Télévision numérique terrestre
| Canal virtuel | Image | Ratio | Programmation                 |
| ------------- | ----- | ----- | ----------------------------- |
| 3.1           | 1080i | 16:9  | Programmation principale KTVK |
| 3.2           | 480i  | 16:9  | Comet (en)                    |
| 3.3           | 480i  | 4:3   | CBS 5 Weather NOW             |